# Oospila
Oospila is een geslacht van vlinders van de familie spanners (Geometridae), uit de onderfamilie Geometrinae.

## Soorten
- O. acymanta Prout, 1933
- O. albicoma Felder, 1875
- O. albipunctulata Prout, 1932
- O. altonaria Jones, 1921
- O. arpata Schaus, 1897
- O. asmura Druce, 1892
- O. astigma Warren, 1907
- O. athena Druce, 1892
- O. atopochlora Prout, 1933
- O. atroviridis Warren, 1904
- O. callicula Druce, 1892
- O. camilla Schaus, 1913
- O. carnelunata Warren, 1906
- O. ciliaria Hübner, 1823
- O. circumsessa Prout, 1917
- O. circumsignata Prout, 1916
- O. concinna Warren, 1900
- O. confluaria Warren, 1906
- O. confundaria Möschler, 1890
- O. congener Warren, 1900
- O. continuata Warren, 1906
- O. decoloraria Walker, 1861
- O. decorata Warren, 1909
- O. delacruzi Dognin, 1898
- O. delphinata Warren, 1900
- O. depressa Warren, 1905
- O. dicraspeda Prout, 1932
- O. ecuadorata Dognin, 1892
- O. euchlora Prout, 1932
- O. excrescens Warren, 1906
- O. fimbripedata Warren, 1907
- O. flavilimes Warren, 1904
- O. florepicta Warren, 1906
- O. granulata Warren, 1909
- O. holochroa Prout, 1913
- O. hyalina Warren, 1897
- O. immaculata Cook, 1995
- O. includaria Herrich-Schäffer, 1855
- O. jaspidata Warren, 1897
- O. lactecincta Warren, 1909
- O. lacteguttata Warren, 1909
- O. leucostigma Warren, 1907

- O. leucothalera Prout, 1932
- O. lilacina Warren, 1906
- O. longipalpis Warren, 1906
- O. longiplaga Warren, 1909
- O. lunicincta Warren, 1909
- O. marginata Warren, 1897
- O. miccularia Guenée, 1857
- O. nigripunctata Warren, 1909
- O. nivetacta Warren, 1906
- O. obeliscata Warren, 1906
- O. obsolescens Warren, 1909
- O. pallidaria Schaus, 1898
- O. pellucida Prout, 1916
- O. permagna Warren, 1909
- O. quinquemaculata Warren, 1906
- O. rhodophragma Prout, 1916
- O. rosipara Warren, 1897
- O. rubescens Warren, 1906
- O. rufilimes Warren, 1905
- O. ruptimacula Warren, 1901
- O. sellifera Warren, 1906
- O. semispurcata Warren, 1906
- O. sporadata Warren, 1906
- O. stagonata Felder, 1875
- O. subaurea Warren, 1907
- O. thalassina Warren, 1905
- O. tricamerata Prout, 1916
- O. trilunaria Guenée, 1857
- O. venezuelata Walker, 1861
- O. violacea Warren, 1897
- O. zamaradaria Fletcher, 1952